# Мови Словаччини
Офіційна мова Словаччини — словацька, нею розмовляє 78,6 % населення країни. Інші поширені мови: угорська — 9,4 %, циганська — 2,3 %, русинська — 1 %, інші мови — 8,8 % (дані на 2011 рік). Словаччина, як член Ради Європи, 2 лютого 2001 року підписала та ратифікувала 5 вересня 2001 року Європейську хартію регіональних мов (вступила в дію 1 січня 2002 року). Регіональними мовами визнані: польська, русинська, циганська, болгарська, чеська, німецька, хорватська, угорська, українська.

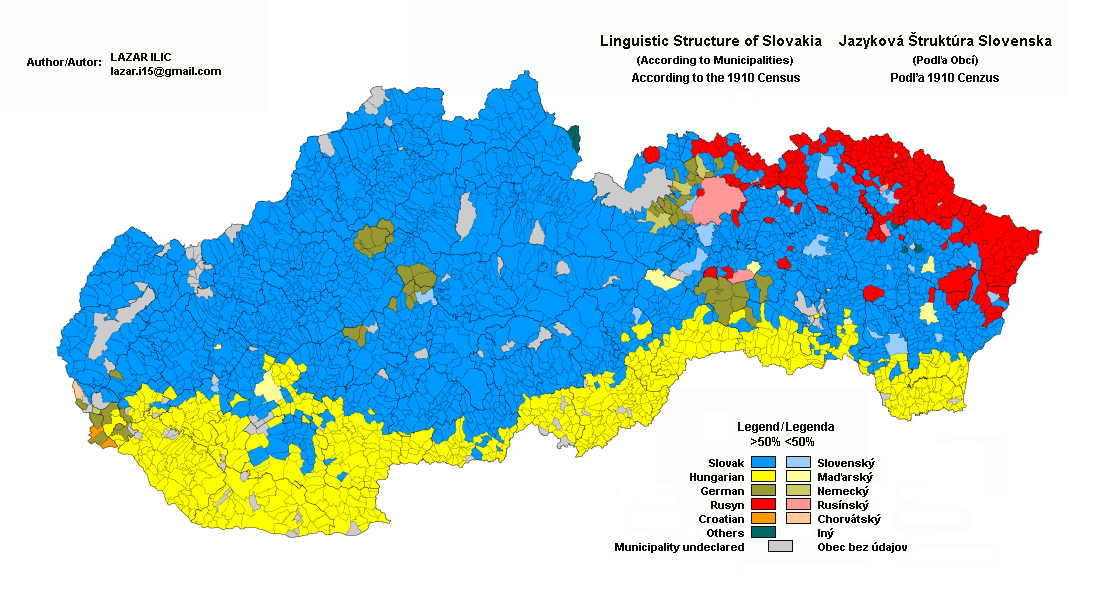
Найпоширеніші рідні мови за переписом 1910 року
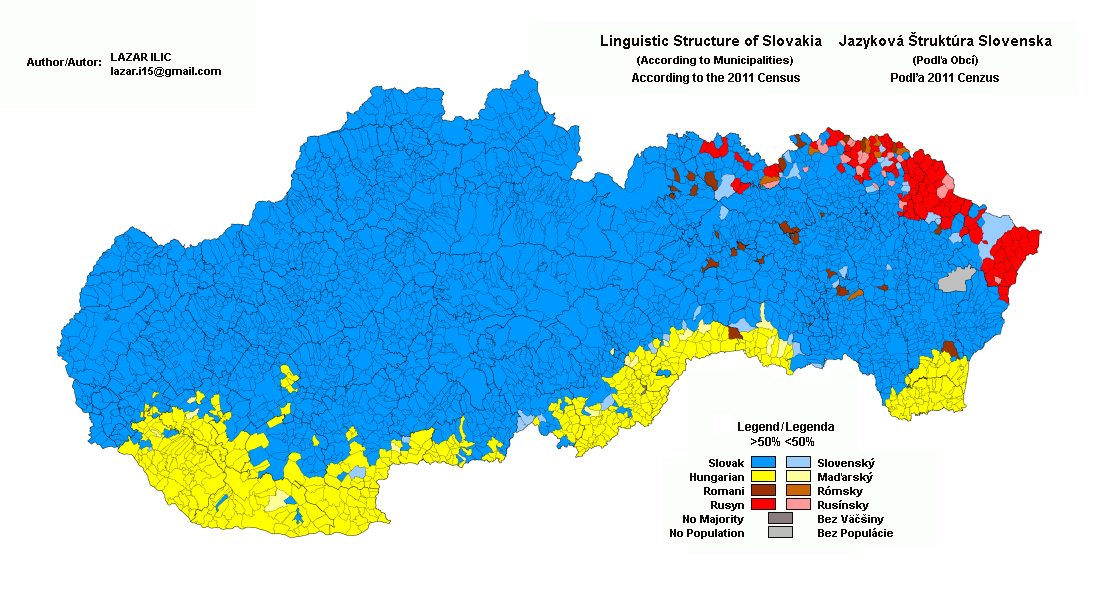
Найпоширеніші рідні мови за переписом 2011 року
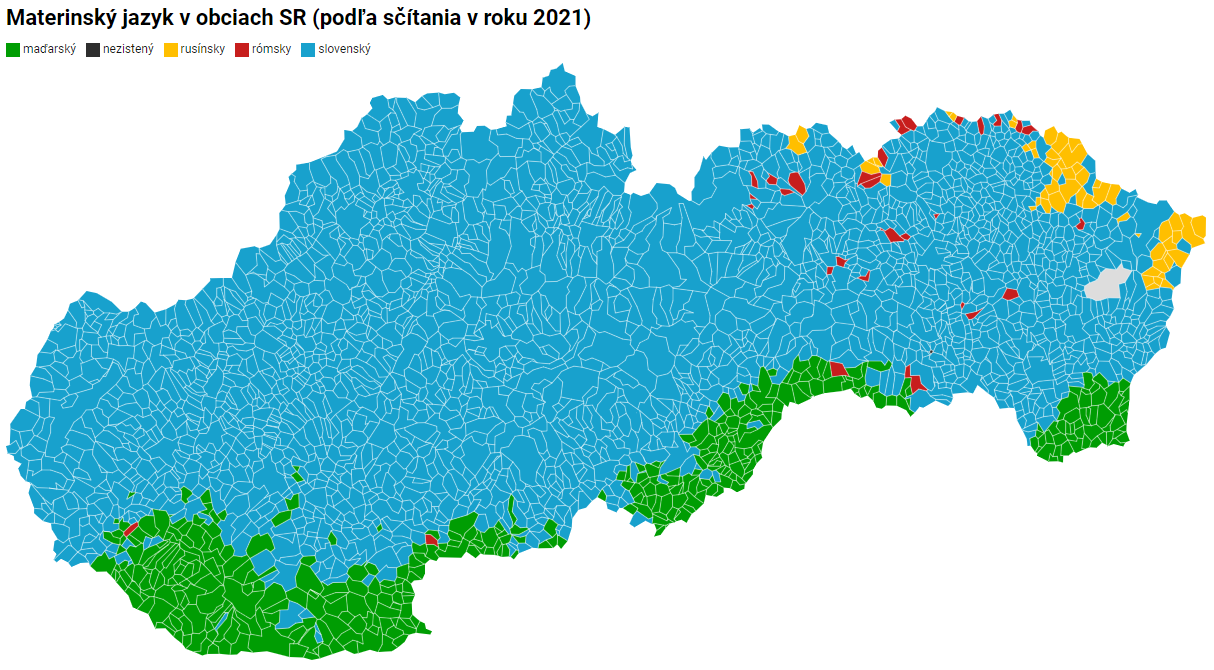
Найпоширеніші рідні мови за переписом 2021 року

Склад населення за рідною мовою згідно з переписом населення 2011 року:
- словацька — 4 240 453 особи (78,6 %);
- угорська — 508 714 особи (9,4 %);
- циганська (ромська) — 122 518 осіб (2,3 %);
- русинська — 55 469 осіб (1,0 %);
- чеська — 35 216 осіб (0,7 %);
- українська — 5 689 осіб (0,1 %);
- німецька — 5 186 осіб (0,1 %);
- польська — 3 119 осіб (0,1 %);
- хорватська — 1 234 особи (0,0 %);
- їдиш — 460 осіб (0,0 %);
- болгарська — 132 особи (0,0 %);
- інші — 13 585 осіб (0,3 %);
- не встановлено — 405 261 особа (7,5 %).